# Darlot Airport
Darlot Airport är en flygplats i Australien. Den ligger i kommunen Leonora och delstaten Western Australia, omkring 690 kilometer nordost om delstatshuvudstaden Perth.
Trakten runt Darlot Airport är nära nog obefolkad, med mindre än två invånare per kvadratkilometer.. Det finns inga samhällen i närheten.
Omgivningarna runt Darlot Airport är i huvudsak ett öppet busklandskap. Genomsnittlig årsnederbörd är 349 millimeter. Den regnigaste månaden är januari, med i genomsnitt 85 mm nederbörd, och den torraste är augusti, med 1 mm nederbörd.